# Друга битка код Басана
Друга битка код Басана одиграла се 6. новембра 1796. године између француских и аустријских снага. Битка је део француских револуционарних ратова, а завршена је победом Аустријанаца.

## Битка
Басано је италијански град у покрајини Виченци. Код овог града су се у француским револуционарним ратовима водиле две битке. У другој бици код Басана која се одиграла 6. новембра 1796. године, аустријски генерал Гвоздановић под командом Јозефа Алвинција одбио је напад Наполеона Бонапарте. Губици: Французи око 3000, а Аустријанци око 2800.